# Chambon-sur-Voueize
Chambon-sur-Voueize är en kommun i departementet Creuse i regionen Nouvelle-Aquitaine i de centrala delarna av Frankrike. Kommunen ligger i kantonen Chambon-sur-Voueize som tillhör arrondissementet Aubusson. År 2022 hade Chambon-sur-Voueize 827 invånare.

## Befolkningsutveckling
Antalet invånare i kommunen Chambon-sur-Voueize
Referens:INSEE